# Caterina di Guimarães
Caterina d'Aviz (Lisbona, 18 gennaio 1540 – Vila Viçosa, 15 novembre 1614) è stata una principessa portoghese e duchessa consorte di Braganza.

## Biografia
Era la figlia del principe Eduardo d'Aviz, quarto duca di Guimarães, infante di Portogallo e figlio di Manuele I del Portogallo, e di Isabella di Braganza.
Quando Enrico I del Portogallo morì senza figli nel 1580 i figli di Eduardo d'Aviz e quelli di Isabella d'Aviz furono gli unici discendenti legittimi rimasti in vita di Manuele I. La linea maschile di Eduardo sarebbe stata da preferire rispetto a quella di Isabella, pertanto Caterina avrebbe avuto maggiore diritto al trono rispetto al cugino Filippo II di Spagna, figlio di Isabella.
Caterina aveva inoltre sposato Giovanni di Braganza, pronipote di Giacomo di Braganza, un legittimo erede al trono. Il figlio di Caterina, Teodosio, avrebbe dovuto quindi essere designato legittimo successore di Enrico I.
Filippo II cercò di fare desistere i duchi di Braganza dalla rivendicazione dei loro diritti ereditari offrendo a Giovanni il titolo di viceré del Brasile, quello di Gran Maestro dell'Ordine del Cristo, la licenza di inviare una nave personale in India ogni anno, il principe ereditario di Spagna Diego d'Asburgo in matrimonio con una delle figlie dei duchi. Giovanni, influenzato dalla moglie, rifiutò l'offerta.
Altro pretendente al trono portoghese fu Antonio, priore di Crato, di discendenza illegittima in quanto figlio del priore Luigi d'Aviz.
Su tutti i pretendenti ebbe alla fine la meglio il re di Spagna, che unì sotto un unico sovrano i regni di Portogallo e di Spagna.
I diritti di Caterina sul trono portoghese le vennero riconosciuti indirettamente dopo la sua morte, quando nel 1640 suo nipote Giovanni divenne re del Portogallo con il nome di Giovanni IV del Portogallo.

## Matrimonio e figli
Venne data in sposa a Giovanni I di Braganza nel 1563, a cui diede dieci figli:
- Maria (1565-1592)
- Serafina (1566-1604), consorte di Juan Fernández Pacheco y Toledo, V marchese di Villena
- Teodosio (1568-1630), duca di Braganza
- Eduardo, marchese di Frechilla e Villarramiel (1569-1627)
- Alessandro, arcivescovo di Évora (1570-1608)
- Cherubina (1572-1580)
- Angelica (1573-1576)
- Maria (1573)
- Isabella (1578–1582)
- Filippo (1581-1608)

## Ascendenza
|                          |                           |                              | Genitori                  |  |  | Nonni |  |  | Bisnonni          |  |  | Trisnonni              |  |
|                          |                           |                              |                           |  |  |       |  |  | Ferdinando d'Aviz |  |  | Edoardo del Portogallo |  |
|                          |                           |                              |                           |  |  |       |  |  | Ferdinando d'Aviz |  |  | Edoardo del Portogallo |  |
|                          |                           | Eleonora di Castiglia        |                           |  |  |       |  |  | Ferdinando d'Aviz |  |  |                        |  |
| Manuele I del Portogallo |                           |                              |                           |  |  |       |  |  | Ferdinando d'Aviz |  |  |                        |  |
|                          |                           | Beatrice d'Aviz              | Giovanni d'Aviz           |  |  |       |  |  |                   |  |  |                        |  |
|                          |                           | Beatrice d'Aviz              | Giovanni d'Aviz           |  |  |       |  |  |                   |  |  |                        |  |
|                          |                           | Beatrice d'Aviz              | Isabella di Braganza      |  |  |       |  |  |                   |  |  |                        |  |
| Eduardo d'Aviz           |                           | Beatrice d'Aviz              |                           |  |  |       |  |  |                   |  |  |                        |  |
|                          |                           | Ferdinando II d'Aragona      | Giovanni II d'Aragona     |  |  |       |  |  |                   |  |  |                        |  |
|                          |                           | Ferdinando II d'Aragona      | Giovanni II d'Aragona     |  |  |       |  |  |                   |  |  |                        |  |
|                          |                           | Ferdinando II d'Aragona      | Giovanna Enríquez         |  |  |       |  |  |                   |  |  |                        |  |
| Maria di Trastámara      |                           | Ferdinando II d'Aragona      |                           |  |  |       |  |  |                   |  |  |                        |  |
|                          |                           | Isabella di Castiglia        | Giovanni II di Castiglia  |  |  |       |  |  |                   |  |  |                        |  |
|                          |                           | Isabella di Castiglia        | Giovanni II di Castiglia  |  |  |       |  |  |                   |  |  |                        |  |
|                          |                           | Isabella di Castiglia        | Isabella del Portogallo   |  |  |       |  |  |                   |  |  |                        |  |
| Caterina di Guimarães    |                           | Isabella di Castiglia        |                           |  |  |       |  |  |                   |  |  |                        |  |
|                          | Ferdinando II di Braganza | Ferdinando I di Braganza     |                           |  |  |       |  |  |                   |  |  |                        |  |
|                          | Ferdinando II di Braganza | Ferdinando I di Braganza     |                           |  |  |       |  |  |                   |  |  |                        |  |
|                          | Ferdinando II di Braganza | Giovanna di Castro           |                           |  |  |       |  |  |                   |  |  |                        |  |
| Giacomo di Braganza      | Ferdinando II di Braganza |                              |                           |  |  |       |  |  |                   |  |  |                        |  |
|                          |                           | Isabella di Viseu            | Ferdinando del Portogallo |  |  |       |  |  |                   |  |  |                        |  |
|                          |                           | Isabella di Viseu            | Ferdinando del Portogallo |  |  |       |  |  |                   |  |  |                        |  |
|                          |                           | Isabella di Viseu            | Beatrice d'Aviz           |  |  |       |  |  |                   |  |  |                        |  |
| Isabella di Braganza     |                           | Isabella di Viseu            |                           |  |  |       |  |  |                   |  |  |                        |  |
|                          |                           | Juan Alfonso Pérez de Guzmán | Enrique Pérez de Guzmán   |  |  |       |  |  |                   |  |  |                        |  |
|                          |                           | Juan Alfonso Pérez de Guzmán | Enrique Pérez de Guzmán   |  |  |       |  |  |                   |  |  |                        |  |
|                          |                           | Juan Alfonso Pérez de Guzmán | …                         |  |  |       |  |  |                   |  |  |                        |  |
| Leonor Pérez de Guzmán   |                           | Juan Alfonso Pérez de Guzmán |                           |  |  |       |  |  |                   |  |  |                        |  |
|                          |                           | Isabel Fernández de Velasco  | …                         |  |  |       |  |  |                   |  |  |                        |  |
|                          |                           | Isabel Fernández de Velasco  | …                         |  |  |       |  |  |                   |  |  |                        |  |
|                          |                           | Isabel Fernández de Velasco  | …                         |  |  |       |  |  |                   |  |  |                        |  |
|                          |                           | Isabel Fernández de Velasco  |                           |  |  |       |  |  |                   |  |  |                        |  |